# ایمی بگشاو
ایمی بگشاو (به انگلیسی: Amy Bagshaw) زادهٔ ۱۰ اکتبر ۱۹۸۸) ژیمناست اهل کشور بریتانیا است.